# Heptanitrocubano
El heptanitrocubano es un explosivo de alto poder, nuevo y experimental, basado de la cúbica de ocho carboxilato en molécula del cubano y estrechamente relacionado con el octanitrocubano. Siete de los ocho hidrógeno átomos en las esquinas de la molécula se sustituyen por Cubana de nitro grupos, dando la fórmula molecular final C8H (NO2 )7.
Al igual que el octanitrocubano, no se ha sintetizado suficiente cantidad de heptanitrocubano para realizar pruebas detalladas de su estabilidad y energía. La hipótesis es que tienen un rendimiento ligeramente mejor que la investigación explosivo como HMX, el actual estándar de explosivo de alta energía, con base en el análisis de la energía química. Aunque en teoría no tan enérgico como octanitrocubano teórica máxima densidad de uso, el HNC que se ha sintetizado hasta ahora es un explosivo más eficaz que cualquiera que ha sido producido ONC, debido a un embalaje de cristal más eficiente y por lo tanto, la densidad más alta.
El heptanitrocubano se sintetizó por primera vez por el mismo equipo que sintetizó octanitrocubano, Philip E. Eaton y Zhang Mao-Xi de la Universidad de Chicago, en 1999.
1. ↑  Número CAS
2. ↑  
Mao-Xi Zhang, Philip E. Eaton, Richard Gilardi (2000). «Hepta- and Octanitrocubanes». Angewandte Chemie International Edition 39 (2): 401-404. PMID 10649425. doi:10.1002/(SICI)1521-3773(20000117)39:2<401::AID-ANIE401>3.0.CO;2-P.

- Datos: Q1069366
- Multimedia: Heptanitrocubane / Q1069366